# Rapid Creek (Blow River)
Der Rapid Creek ist ein etwa 117 km langer rechter Nebenfluss des Blow River im kanadischen Territorium Yukon.

## Flusslauf
Der Rapid Creek entspringt in den nördlichen Ausläufern der Richardson Mountains auf einer Höhe von etwa 680 m am Zusammenfluss zweier kurzer Quellbäche. Der Rapid Creek fließt anfangs etwa 30 km in nördlicher Richtung parallel zu den Höhenkämmen. Anschließend wendet sich der Fluss nach Nordosten und durchschneidet dabei mehrere Höhenkämme. Ab Flusskilometer 55 wendet sich der Fluss nach Norden und durchfließt das Küstentiefland. Der Rapid Creek trifft schließlich auf den Blow River, 17 km oberhalb dessen Mündung in die Beaufortsee. Der Rapid Creek 
bildet antlang seines Flusslaufs viele enge Flussschlingen. Der Rapid Creek entwässert ein etwa 1030 km² großes Einzugsgebiet. Das Gebiet liegt nördlich des Polarkreises und ist mit Tundravegetation bedeckt.